# Општа језичка инфраструктура
Општа језичка инфраструктура (енгл. Common Language Infrastructure (CLI)) је отворена спецификација развијена од стране компаније Мајкрософт који описује извршни код и окружење за његово извршење које чини језгро Microsoft .NET Framework-а и имплементације бесплатног софтвера отвореног кода Mono и Portable .NET. Спецификација дефинише окружење које омогућава да више језика на високом нивоу могу да се користе на другим рачунарским платформама без писања програма за одређену софтверску архитектуру.

## Преглед
Између осталог, CLI спецификација описује четири следећа аспекта:
Систем општих типоваСкуп типова података и операција који деле сви СОТ програмски језици.
Информације о програмској структури, тако да се може референцирати између програмских језика и алата, што олакшава рад са кодом написаном на језику које не користите.
Заједничка језичка спецификацијаОвај скуп правила дефинишу подскуп система општих типова.
Систем виртуелног извршавањаОвај систем учитава и извршава CLI компатибилне програме, користи метаподатке да комбинује посебно генерисане делове кода у току извршења.

Сви компатибилни језици компајлирају Општи интермедијални језик (енгл. Common Intermediate Language (CIL)), који је посредни језик који је издвојен из хардверске платформе. Када се код извршава, специфична платформа система виртуелног извршавања ће компајлирати CIL на машински језик у складу са специфичним хардвером.